# Флойд-Гілл (Колорадо)
Флойд-Гілл (англ. Floyd Hill) — переписна місцевість (CDP) в США, в окрузі Клір-Крік штату Колорадо. Населення — 1048 осіб (2020).

## Географія
Флойд-Гілл розташований за координатами 39°43′29″ пн. ш. 105°26′4″ зх. д. / 39.72472° пн. ш. 105.43444° зх. д. (39.724849, -105.434491).  За даними Бюро перепису населення США в 2010 році переписна місцевість мала площу 13,65 км², з яких 13,64 км² — суходіл та 0,01 км² — водойми.

## Демографія
Згідно з переписом 2010 року, у переписній місцевості мешкало 998 осіб у 432 домогосподарствах у складі 320 родин. Густота населення становила 73 особи/км².  Було 483 помешкання (35/км²).
Расовий склад населення:
| - 95,9 % — білих - 0,9 % — чорних або афроамериканців - 0,8 % — азіатів - 0,4 % — корінних американців |

До двох чи більше рас належало 1,7 %. Частка іспаномовних становила 3,0 % від усіх жителів.
За віковим діапазоном населення розподілялося таким чином: 18,6 % — особи молодші 18 років, 69,5 % — особи у віці 18—64 років, 11,9 % — особи у віці 65 років та старші. Медіана віку мешканця становила 47,4 року. На 100 осіб жіночої статі у переписній місцевості припадало 99,2 чоловіків;  на 100 жінок у віці від 18 років та старших — 99,0 чоловіків також старших 18 років.
Середній дохід на одне домашнє господарство  становив 99 456 доларів США (медіана — 81 683), а середній дохід на одну сім'ю — 116 538 доларів (медіана — 97 333). 
Цивільне працевлаштоване населення становило 697 осіб. Основні галузі зайнятості: науковці, спеціалісти, менеджери — 20,1 %, роздрібна торгівля — 15,2 %, освіта, охорона здоров'я та соціальна допомога — 12,5 %, фінанси, страхування та нерухомість — 11,0 %.